# 취장구 (취저우시)

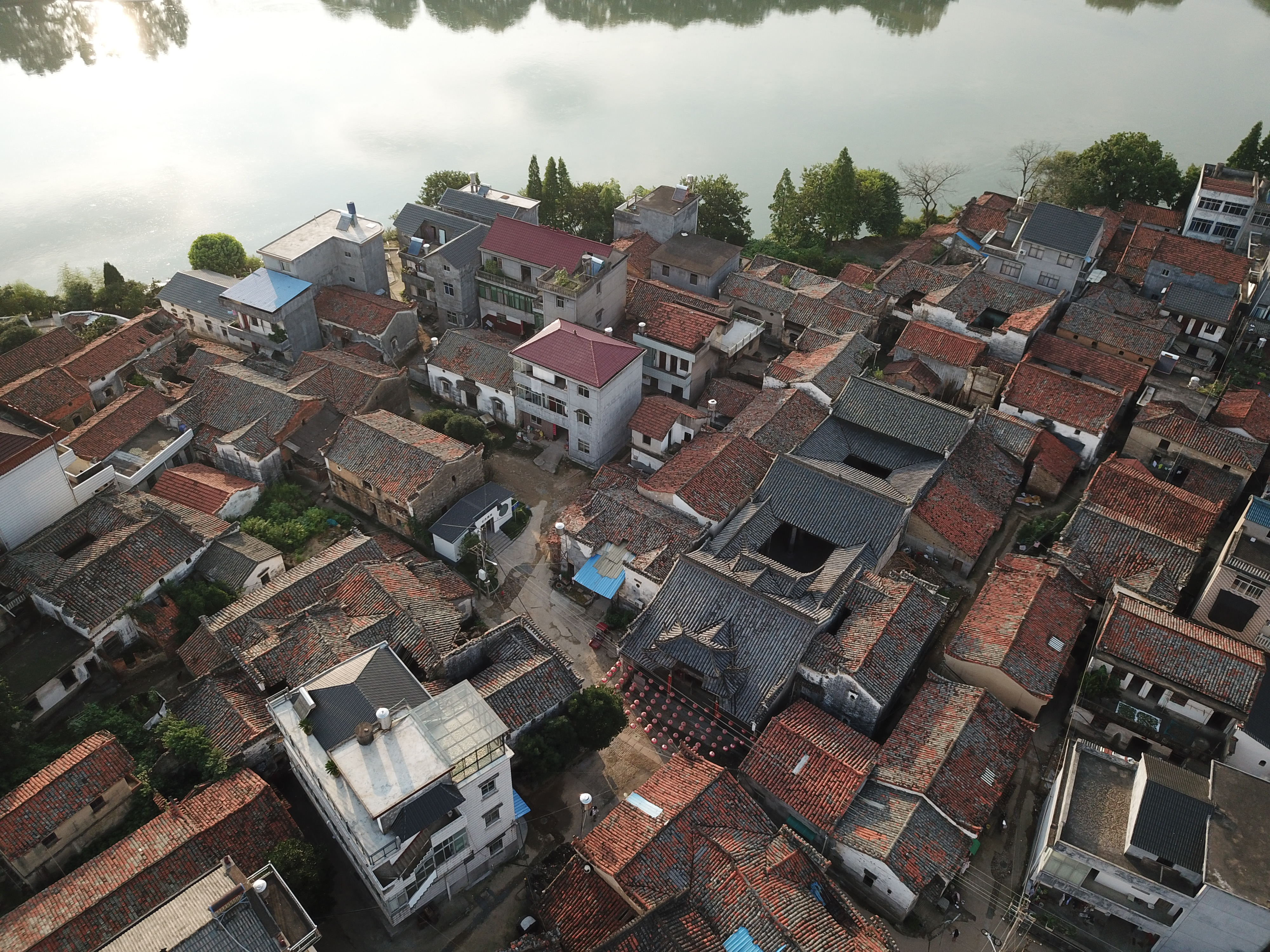

취장구(한국어: 구강구, 중국어: 衢江区, 병음: Qújiāng Qū)는 중화인민공화국 저장성 취저우시의 현급 행정구역이다. 넓이는 1748km2이고, 인구는 2007년 기준으로 400,000명이다.

## 행정 구역
2개 가도, 10개 진, 9개 향을 관할한다.
- 가도: 樟潭街道, 浮石街道
- 진: 上方镇, 杜泽镇, 廿里镇, 后溪镇, 大洲镇, 湖南镇, 峡川镇, 莲花镇, 全旺镇, 高家镇.
- 향: 太真乡, 云溪乡, 横路乡, 灰坪乡, 黄坛口乡, 岭洋乡, 举村乡, 周家乡, 双桥乡.